# 스페이스 헐크 (2013년 비디오 게임)
《스페이스 헐크》(Space Hulk)는 풀 컨트롤(Full Control)이 개발하고 2013년 8월 15일 출시된 턴 기반 전술 비디오 게임이다. 게임스 워크숍의 동명의 테이블 게임에 기반을 둔다.

## 반응
스페이스 헐크는 평균적인 리뷰로 혼재되었다. 리뷰 수집 사이트 메타크리틱은 22개의 리뷰에 기반하여 100점 중 58점의 평균 점수를 주었으며, 대부분의 리뷰어들은 테이블 게임 규칙을 너무 고집하였고 윤기가 부족하다고 언급했다.